# Julian Simon (economista)

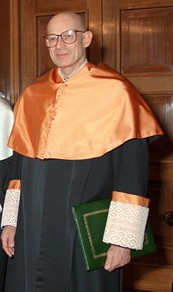

Julian Lincoln Simon (Newark, 12 febbraio 1932 – Chevy Chase, 8 febbraio 1998) è stato un economista statunitense.

## Biografia
Julian Simon nacque a Newark il 12 febbraio 1932. 
Studiò all'Harvard College, Navy ROTC Holloway, dopo di che si arruolò nella marina statunitense ove fu tenente dal 1953 al 1956. Studiò quindi all'Università di Chicago ove conseguì la laurea nel 1959. Lavorò nella biblioteca dell'Università, svolgendo poi attività varie fino a che nel 1963 divenne assistente presso l'Università dell'Illinois e nel 1966 professore associato di Marketing. Dal 1969 fu professore di Business Administration presso la medesima Università, fino al 1983. Intanto, nella prima metà degli anni 1970 insegnò la stessa materia come visiting professor, presso l'Università Ebraica di Gerusalemme. 
Nel 1983 divenne professore di Economia aziendale presso l'Università del Maryland.
Morì all'età di 65 anni per un attacco cardiaco a Chevy Chase, nel Maryland.
Al momento del suo decesso, Simon era membro anziano al Cato Institute.
Egli scrisse numerosi libri ed articoli, prevalentemente in materia di Economia. Simon è particolarmente noto per le sue opere su popolazione, risorse naturali e immigrazione. Le sue opere rivelano un punto di vista tipico dei cosiddetti cornucopian, studiosi del futuro che ritengono che il continuo progresso e la provvista di articoli materiali per il genere umano, avranno un corrispondente, simile e continuo progresso nella tecnologia. Fondamentalmente essi ritengono che sulla Terra vi siano abbastanza risorse ed energia per far fronte alla continua crescita della popolazione del pianeta.
Fu anche esperto in demografia, tanto che insegnò tale materia, insieme ad Amministrazione aziendale, presso l'Università Ebraica di Gerusalemme.
Egli è anche noto per la famosa scommessa Simon–Ehrlich, una scommessa sostenuta contro l'ecologista Paul R. Ehrlich. Quest'ultimo scommise con Simon che i prezzi di cinque metalli importanti per il genere umano sarebbe cresciuto nel corso di una decade, mentre Simon sostenne il contrario, vincendo la scommessa.

## Teoria
Il testo del 1981 di Simon, The Ultimate Resource (L'ultima risorsa) è una critica a quel che allora era la convenzionale convinzione sulla crescita della popolazione mondiale, la scarsità di materie prime e l'esaurimento delle risorse.
Simon sostiene che il nostro concetto di aumento della scarsità di risorse ignora il declino, a lungo termine, dei prezzi delle materie prime dovuto all'adeguamento dei salari. Guardando il problema da un punto di vista economico, egli sostiene che l'aumento del benessere e del progresso tecnologico aumenterà le risorse disponibili: benché queste possano essere fisicamente limitate, esse possono essere viste come economicamente infinite, in quanto le vecchie risorse vengono riciclate e si ritiene che il mercato stimoli la creazione di risorse alternative.
Simon sfidò la nozione di una incombente catastrofe malthusiana, che prevede conseguenze economiche negative della crescita della popolazione, che drena le risorse naturali e che l'umanità corre il rischio dell'esaurimento delle medesime per eccesso nel loro consumo. Simon sostiene che la popolazione è la soluzione della scarsità di risorse e dei problemi ambientali, poiché la gente ed i mercati sono fonti d'innovazione. Le sue teorie furono apprezzate dai premi Nobel per l'economia Friedrich von Hayek e Milton Friedman,  quest'ultimo nella prefazione a The Ultimate Resource II del 1998. Tuttavia le sue teorie hanno anche attirato critiche, come quelle di Paul R. Ehrlich e di Albert Allen Bartlett.
Simon prese in considerazione diverse materie prime, specialmente i metalli e i loro prezzi nei tempi passati. Egli ritiene che, a parte crisi di carenza temporanea, nel lungo termine i prezzi dei metalli grezzi rimangono allo stesso livello se non scendono addirittura. Ad esempio l'alluminio non fu più così caro come prima del 1886 e che l'acciaio usato per le armature medievali risultava assai più caro in dollari attuali che qualsiasi confronto con quello di produzione moderna. Un recente dibattito sulla tendenza degli indici dei prezzi delle merci nel lungo periodo conferma la sua posizione.
Il suo libro del 1984 The Resourceful Earth (scritto insieme a Herman Kahn), contiene un'analoga critica all'attuale visione sulla crescita della popolazione mondiale e sul consumo delle risorse ed è una risposta diretta al The Global 2000 Report to the President (Rapporto globale del 2000 al Presidente [degli USA, n.d.r.]) Per esempio, questo prediceva: 
(dal The Global 2000 Report to the President)
Infatti i prezzi del petrolio tesero verso il basso per quasi le due decadi successive, prima di salire oltre il livello del 1984, verso il 2003 o 2004. I prezzi di questa materia prima sono prima saliti poi calati e quindi risaliti nuovamente. Nel 2008 il prezzo del greggio raggiunse i 100 $ al barile, un livello raggiunto l'ultima volta negli anni 1860 (a valori monetari costanti). Più tardi, nel medesimo 2008, il prezzo scese di nuovo rapidamente fino ad un valore di 40 $ al barile, prima di risalire nuovamente ad un livello di 125 $ al barile, fino a metà 2011, quando il prezzo scese di nuovo lentamente.
Simon era scettico, nel 1994, sulle affermazioni che l'attività umana causasse danni ambientali globali, specialmente per quanto riguardava i clorofluorocarburi (CFC), il buco nell'ozono e il cambiamento climatico, quest'ultimo soprattutto per la percezione del rapido passaggio dalle paure di un raffreddamento globale e di una nuova era glaciale, in voga nella metà degli anni settanta, alle recenti paure di un riscaldamento globale.
Simon elencò anche numerose proteste circa danni ambientali e pericoli per la salute a causa dell'inquinamento come «definitivamente smentite». Queste comprendevano proteste per inquinamento da piombo & IQ, DDT, PCB, malatione, Agente Arancio, asbesto, e la contaminazione chimica al Love Canal.  Egli liquidò tali argomenti come meri "giudizi di valore".
(Julian Simon, The Ultimate Resource 2, p. 4)

### Influenza
Simon fu uno dei fondatori dell'ambientalismo del libero mercato. Un articolo intitolato The Doomslayer che tracciava il profilo di Julian Simon nella rivista Wired ispirò Bjørn Lomborg a scrivere il libro The Skeptical Environmentalist (L'ambientalista scettico).
Simon fu anche il primo a proporre alle compagnie aeree ad incentivare i viaggiatori a rinunciare al loro posto sui voli overbooked piuttosto di lasciare alcuni passeggeri a terra a caso (pratica denominata "bumping").  Sebbene l'industria del trasporto aereo di passeggeri abbia inizialmente respinto la proposta, il suo suggerimento venne accolto successivamente con gran successo, come narra Milton Friedman nella sua Prefazione a The Ultimate Resource II. L'economista James Heins ebbe a dire nel 2009 che questa pratica avrebbe aggiunto 100 miliardi di dollari all'economia generale degli Stati Uniti negli ultimi 30 anni. Simon "regalò" la sua idea ai deregolatori federali e non ricevette alcun compenso per questa sua soluzione al problema.
Benché non tutte le teorie di Simon fossero universalmente accettate, esse contribuirono a spostare l'opinione nella letteratura sulla demografia economica da un punto di vista fortemente maltusiano ad uno orientato alla negazione dei limiti dello sviluppo. Sviluppi teorici più recenti, basati sulle idee del dividendo demografico e sulla finestra demografica hanno contribuito ad un altro spostamento del dibattito dal punto di vista se la crescita della popolazione debba essere necessariamente buona o cattiva.
Simon scrisse una memoria, A Life Against the Grain, pubblicata postuma dalla moglie.

## Scommesse con i rivali

### Paul R. Ehrlich – prima scommessa
Simon sfidò Paul R. Ehrlich a scommettere che nell'arco di una decade dopo il 1980 i prezzi dei metalli sarebbero calati; Ehrlich, John Harte e John Holdren scelsero un paniere di cinque metalli il cui prezzo essi pensavano sarebbe salito a causa della sopravvenuta scarsità ed esaurimento.
Simon vinse la scommessa poiché i prezzi di quei metalli, nel periodo considerato, calò. I sostenitori della posizione di Ehrlich suggerirono che molto del calo di questo prezzo era dovuto a un picco di risalita dei prezzi trainanti del petrolio negli anni 1980 e poi alla recessione che fece calare i prezzi negli anni 1990, facendo notare che i prezzi del paniere dei metalli scelti erano realmente saliti dal 1950 al 1975. Essi suggerirono che Ehrlich non considerava che questi metalli costituissero un indicatore critico e che egli aveva accettato la scommessa con grande riluttanza. D'altra parte era stato lui stesso a scegliere i metalli del paniere e che al momento della scommessa l'aveva definita un'«offerta sorprendente», che lui aveva accettato «…prima che altre persone avide ci saltassero dentro».
La fornitura totale per tre di questi metalli (cromo, rame e nichel) aumentò nel periodo. I prezzi calarono per motivi specifici di ciascuno di essi:
- Il prezzo dello stagno calò a causa di un aumentato uso dell'alluminio, un materiale molto più abbondante, utile e più a buon prezzo
- Migliori tecnologie minerarie portarono alla scoperta di grossi giacimenti di nichel, che posero fine al quasi monopolio che si era affermato sul mercato
- Il tungsteno calò di prezzo per il sorgere dell'uso dei materiali ceramici nelle casseruole.
- Il prezzo del cromo cade a causa del miglioramento delle tecniche di fusione
- Il prezzo del rame cominciò a calare a seguito dell'invenzione dei cavi a fibra ottica, che lo rimpiazzarono in un certo numero di funzioni

Da notare che l'incremento della popolazione mondiale in quel decennio fu di 800 milioni di unità, l'incremento maggiore in assoluto di un decennio.
In tutti questi casi una tecnologia migliore consentì un utilizzo più efficace delle risorse esistenti o la sostituzione con risorse più abbondanti e meno care, come Simon aveva previsto, fino al 2011.

### Paul R. Ehrlich – proposta di una seconda scommessa
Nel 1995 Simon lanciò una seconda scommessa. Ehrlich declinò e invece propose che loro avrebbero dovuto scommettere su una misura della qualità umana della vita.
Ehrlich offrì a Simon un set di 15 misure su 10 anni, con la vittoria che sarebbe stata determinata da scienziati scelti dall'Accademia Nazionale delle Scienze degli Stati Uniti nel 2005.
Ma non ci fu accordo poiché Simon sentiva che troppe delle caratteristiche delle misure non erano direttamente correlate al benessere degli uomini, ad esempio l'ammontare di ossido di azoto nell'atmosfera terrestre. A causa di questi indiretti, supposti cattivi indicatori, questi avrebbero avuto un effetto negativo sul reale benessere umano misurabile. Ehrlich rifiutò di eliminare le misure considerate non valide da Simon. Quest'ultimo riassunse la scommessa con la seguente analogia:
(Julian Simon)

### David South
Lo stesso anno della sua seconda sfida a Ehrlich, Simon iniziò anche una scommessa con David South, professore della Scuola di Forestazione dell'Università di Auburn. La scommessa Simon / South concerneva il prezzo del legname.  Coerente con la sua analisi pubblicata in  The Ultimate Resource, Simon scommise che alla fine di un periodo di cinque anni il prezzo del legno di pino sarebbe calato, mentre South scommise che sarebbe aumentato.
Prima che il termine di cinque anni fosse giunto, Simon si accorse che forze del mercato ed extra-mercato stavano facendo salire il prezzo del legno di pino e Simon pagò al professor South 1000 $.
Simon morì prima che giungesse la data concordata per il termine della scommessa, alla quale intanto il prezzo oggetto della scommessa era ulteriormente salito.
I motivi di Simon per aver anticipato il termine erano «…la gran quantità e gli effetti sul prezzo delle restrizioni al taglio [degli alberi] nel nord-ovest del Pacifico.»
Egli riteneva che ciò avesse contato come un'interferenza da parte del governo degli Stati Uniti, che rendeva priva di valore la scommessa, secondo i suoi principi economici. La scommessa di Simon prendeva solo in considerazione la possibilità di un aumento dei prezzi causato da norme del governo dell'Alabama.

## Eredità
L'Istituto per gli studi sul Lavoro stabilì un corso annuale per onorare i lavori di Simon sull'economia della popolazione.
L'Università dell'Illinois tenne un simposio per discutere i lavori di Simon il 24 aprile 2002.  L'Università creò anche la Dotazione per Studenti della Facoltà Julian Simon per finanziare una facoltà associata nella Scuola di economia aziendale. L'Istituto della libertà dell'India tenne anch'essa un corso in ricordo di Julian Simon. Il Competitive Enterprise Institute conferisce annualmente il premio Julian Simon Memorial ad un economista nel filone di Simon: il primo beneficiario è stato Stephen Moore, che aveva lavorato come ricercatore sotto Simon negli anni 1980.

## Vita privata
Simon aveva sposato Rita James, che era stata a lungo membro della facoltà all'Università dell'Illinois e successivamente divenne un membro della facoltà presso l'Università dell'Illinois a Urbana-Champaign e successivamente professore di Politica pubblica all'American University. 
Da Rita Julian ebbe tre figli.
Simon soffrì a lungo di depressione, il che gli permetteva di lavorare solo poche ore produttive al giorno. Egli studiò anche psicologia della depressione e ne scrisse un libro per superarla. Una delle sue tesi in merito era che se uno si sente inferiore e fallito, deve solo sforzarsi mentalmente di smettere di paragonarsi agli altri.

## Studi
- BA, Università di Harvard, Psicologia sperimentale, 1953
- Approssimativamente quattro corsi di laurea in psicologia sperimentale, Harvard, 1953
- MBA, Università di Chicago, 1959
- PhD, Università di Chicago, economia aziendale, 1961

## Riconoscimenti
- Dottore honoris causa, Università di Navarra, (Spagna), Economia, 1998

## Libri
(in lingua inglese salvo diverso avviso)
- Julian L. Simon, The Ultimate Resource, 1981, ISBN 0-85520-563-6.
- Julian L. Simon, The Ultimate Resource 2, Princeton, Princeton University Press, 1996, ISBN 0-691-00381-5.
- The Resourceful Earth: A Response to "Global 2000" (1984), ISBN 0-631-13467-0, Julian Simon & Herman Kahn, eds
- The Economic Consequences of Immigration into the United States
- Effort, Opportunity, and Wealth: Some Economics of the Human Spirit
- Good Mood: The New Psychology of Overcoming Depression ISBN 0-8126-9098-2 (Forewords by Albert Ellis and Kenneth Colby)
- The Hoodwinking of a Nation ISBN 1-56000-434-7 (hard), ISBN 1-4128-0593-7 (soft)
- A Life Against the Grain: The Autobiography of an Unconventional Economist ISBN 0-7658-0532-4
- Scarcity or Abundance? A Debate on the Environment (1994), (with Norman Myers), ISBN 0-393-03590-5
- The Philosophy and Practice of Resampling Statistics
- Basic research methods in social sciences: The art of empirical investigation, ISBN 0-394-32049-2
- Resampling: A Better Way to Teach (and Do) Statistics (with Peter C. Bruce)
- The Science and Art of Thinking Well in Science, Business, the Arts, and Love
- Economics of Population: Key Modern Writings, ISBN 1-85278-765-1
- The State of Humanity, ISBN 1-55786-585-X
- It's Getting Better All the Time : 100 Greatest Trends of the Last 100 Years by Stephen Moore, Julian Lincoln Simon ISBN 1-882577-97-3 manuscript finished posthumously by Stephen Moore
- How to Start and Operate a Mail-Order Business, Julian L. Simon, ISBN 0-07-057417-0